# Atomaria gibbula gibbula
Atomaria gibbula gibbula é uma subespécie de insetos coleópteros polífagos pertencente à família Cryptophagidae.
A autoridade científica da subespécie é Erichson, tendo sido descrita no ano de 1846.
Trata-se de uma subespécie presente no território português.